# Союз писателей Чувашской АССР
 Союз писателей Чувашской АССР (чув. Чăваш АССРĕн çыравçăсен пĕрлешĕвĕ) — творческий союз, объединявший литераторов Чувашской АССР с 1934 по 1991 год.

## История
Союз чувашских советских писателей (Союз писателей Чувашской АССР) был создан в 1934 году до создания Союза писателей СССР. Союз объединил чувашских писателей и журналистов, ранее состоявших в Сообществе писателей Чувашии (Союз чувашских писателей и журналистов), существовавшей с 30 июня 1923 года.
Сообщество писателей Чувашии было создано на собрании работников Чувашского книжного издательства и сотрудников газеты «Канаш». Устав организации был утверждён 1 июля 1923 года. Учредителями выступили писатели Н. Золотов, Н. Патман, Н. Шубосьсинни, С. Хумма, С. Лашман и другие.
Союз писателей Чувашской АССР работал до 1991 года до своего распада.

## Председатели
| no | Председатель Союза писателей Чувашской АССР | Годы руководства |
| -- | ------------------------------------------- | ---------------- |
| 1  | Данилов, Николай Фёдорович                  | 1934             |
| 2  | Данилов, Дмитрий Данилович                  | 1935             |
| 3  | Петтоки, Андрей Трофимович                  | 1935-1936        |
| 4  | Шумилов, Михаил Данилович                   | 1937-1939        |
| 5  | Эсхель, Аркадий Александрович               | 1940-1944        |
| 6  | Илле Тукташ                                 | 1945-1946        |
| 7  | Эсхель, Аркадий Александрович               | 1946-1950        |
| 8  | Агаков, Леонид Яковлевич                    | 1950-1952        |
| 9  | Шумилов, Михаил Данилович                   | 1952-1954        |
| 10 | Талвир, Алексей Филиппович                  | 1954-1958        |
| 11 | Хузангай, Пётр Петрович                     | 1958-1960        |
| 12 | Алга, Александр Егорович                    | 1960-1967        |
| 13 | Дедушкин, Николай Степанович                | 1967-1978        |
| 14 | Емельянов, Алексей Викторович               | 1978-1986        |
| 15 | Афанасьев, Порфирий Васильевич              | 1986-1990        |
| 16 | Краснов, Георгий Васильевич                 | 1990-1991        |

## Писательские союзы Чувашии после 1991 года
В 1991 году писатели Чувашии создали несколько организаций: Союз писателей Чувашской Республики (регистрирован Министерством юстиции ЧР 4 января 1992 г.),  Союз чувашских писателей (20 февраля 1992 г.), Ассоциация русских писателей Чувашской Республики.
Союз писателей Чувашской Республики, руководимый Народным писателем Чувашской Республики Михаилом Юхмой, является одним из учредителей Международного сообщества Союзов писателей и Международной Ассоциации писателей-баталистов и маринистов. Союз писателей Чувашской Республики имеет пять отделений: в городе Марпосаде (руководитель В.В. Савельев-Саруй), в посёлке Урмары (руководитель Н. И. Иванов-Пархатар), в Новочебоксарске (В.П. Пугачёва), в Ульяновске (Н.Н Ларионов) и в Батыреве (руководитель — В.В. Владимиров). При союзе работают 9 секций по жанрам и две национальные секции: русская секция (руководитель — Г.В. Зимина), марийская секция (руководитель — Г. Григорьев-Тотир).
В 2001 году были также образованы Союз профессиональных писателей Чувашской Республики и Союз писателей Чувашской Республики «Хуранташ», а 29 марта 2019 года они воссоединились путём ликвидации «Хуранташ».